# 태미 에이브러햄
태미 에이브러햄(영어: Tammy Abraham, 1997년 10월 2일~)은 잉글랜드의 축구 선수로 포지션은 스트라이커이다. 현재 쉬페르 리그의 베식타시JK과 잉글랜드 축구 국가대표팀에서 활동하고 있다. 본명은 케빈 오게네테가 타마라에비 바쿠모에이브러햄(영어: Kevin Oghenetega Tamaraebi Bakumo-Abraham)이며 대한민국에서는 이름 'Tammy Abraham'을 로마자 그대로 읽은 타미 아브라함으로도 알려져 있다.
에이브러햄은 첼시 유소년팀을 졸업한 후 2016년, 첼시 소속으로 1군 데뷔를 했다. 이후 챔피언십 구단인 브리스톨 시티에서 임대 생활을 보내면서 구단의 올해의 선수, 올해의 유망주 선수, 최다 득점상을 수상하는 등 성공적인 임대 생활을 보냈다. 이후 에이브러햄은 스완지 시티를 거쳬 2018년 애스턴 빌라에 임대로 합류했으며, 1977년 이후 구단에서 한 시즌 동안 25골을 넣은 최초의 선수가 되었다.
잉글랜드 연령별 대표팀 소속으로 뛰었던 에이브러햄은 U-18 국가대표 소속으로 폴란드에서 열린 2017 UEFA 유럽 U-21 축구 챔피언십에 출전했으며, 2017년 11월에는 A대표팀 데뷔전을 가졌다.

## 청소년 경력
에이브러햄은 U-8 첼시팀에 합류하면서 첼시의 유소년 시스템을 통해 성장하게 되었다.
2015년과 2016년에 첼시 소속으로 활동하면서 UEFA 유스리그와 FA 유스컵에서 첼시의 우승을 도왔으며, 개인으로서는 UEFA 유스리그의 2015-16 시즌에서 9경기에서 8골을 넣어 토너먼트 득점 2위를 기록했다. 이후 FA 유스컵에서 역시 자신의 기량을 십분 발휘했고 4월 결승전에서 맨체스터 시티를 상대로 결승골을 넣으며 자신의 소속팀인 첼시의 승리를 이끌었다.그렇게  2014-15 시즌과 2015-16 시즌 동안 첼시의 유스팀에서 활약하며 모든 대회를 통틀어 98경기에서 74골을 기록했다.

## 구단 경력

### 첼시 FC

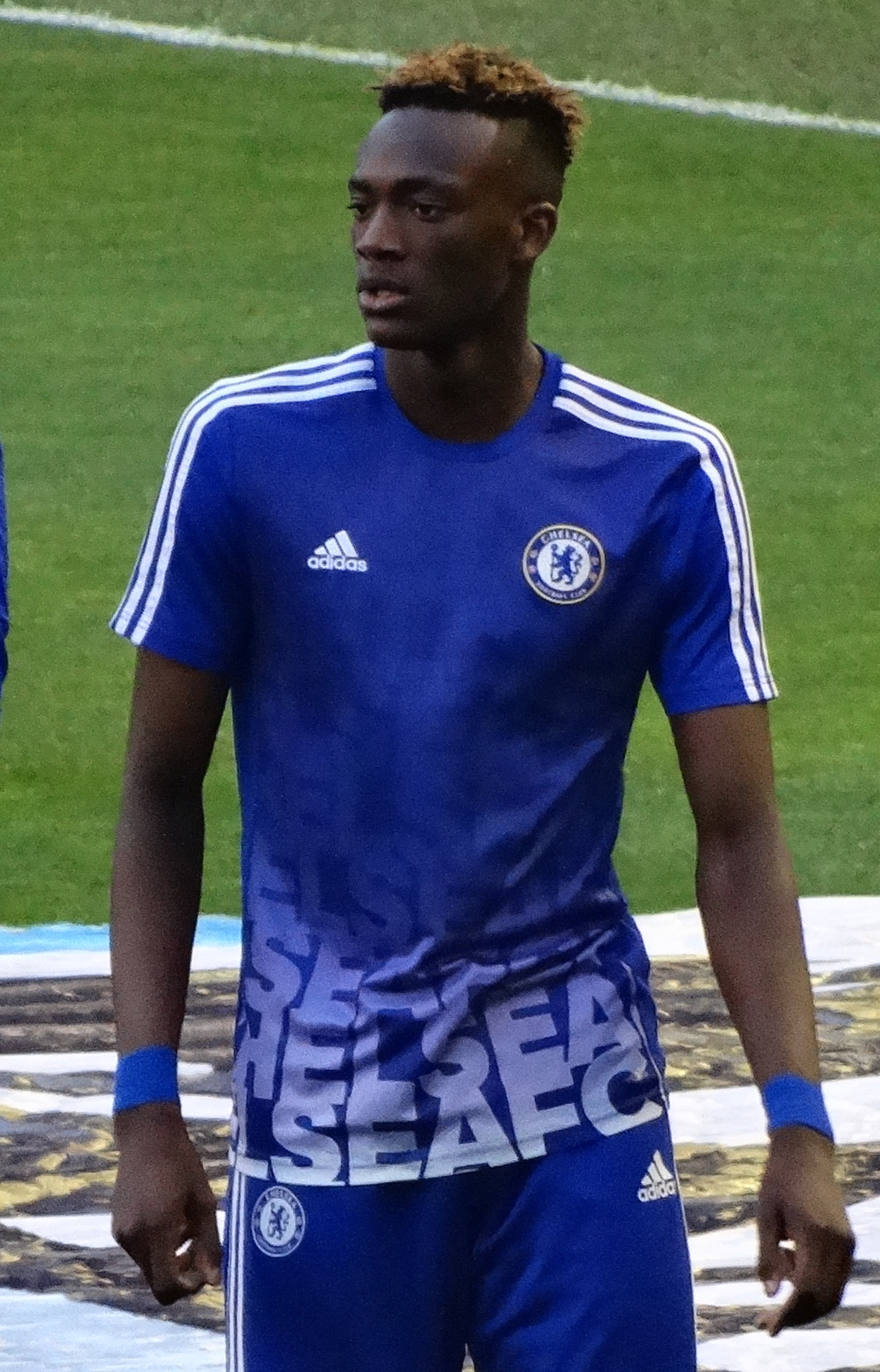
첼시 시절의 에이브러햄

유스팀에서의 활약을 통해 당시 첼시 FC의 감독인 거스 히딩크  감독의 관심을 받게 되어 2015-16 시즌 후반에 1군 선수단과 함께 훈련하게 되었다. 2016년 5월 11일, 리버풀과의 프리미어리그 경기에서 74분에 교체 출전하면서 첼시 소속으로 데뷔전을 치르게 되었으며,그 다음 주에는 스탬포드 브리지에서 레스터 시티를 상대로 후반에 교체 투입되면서 홈 데뷔전을 치렀다.

#### 2016-17: 브리스톨 시티

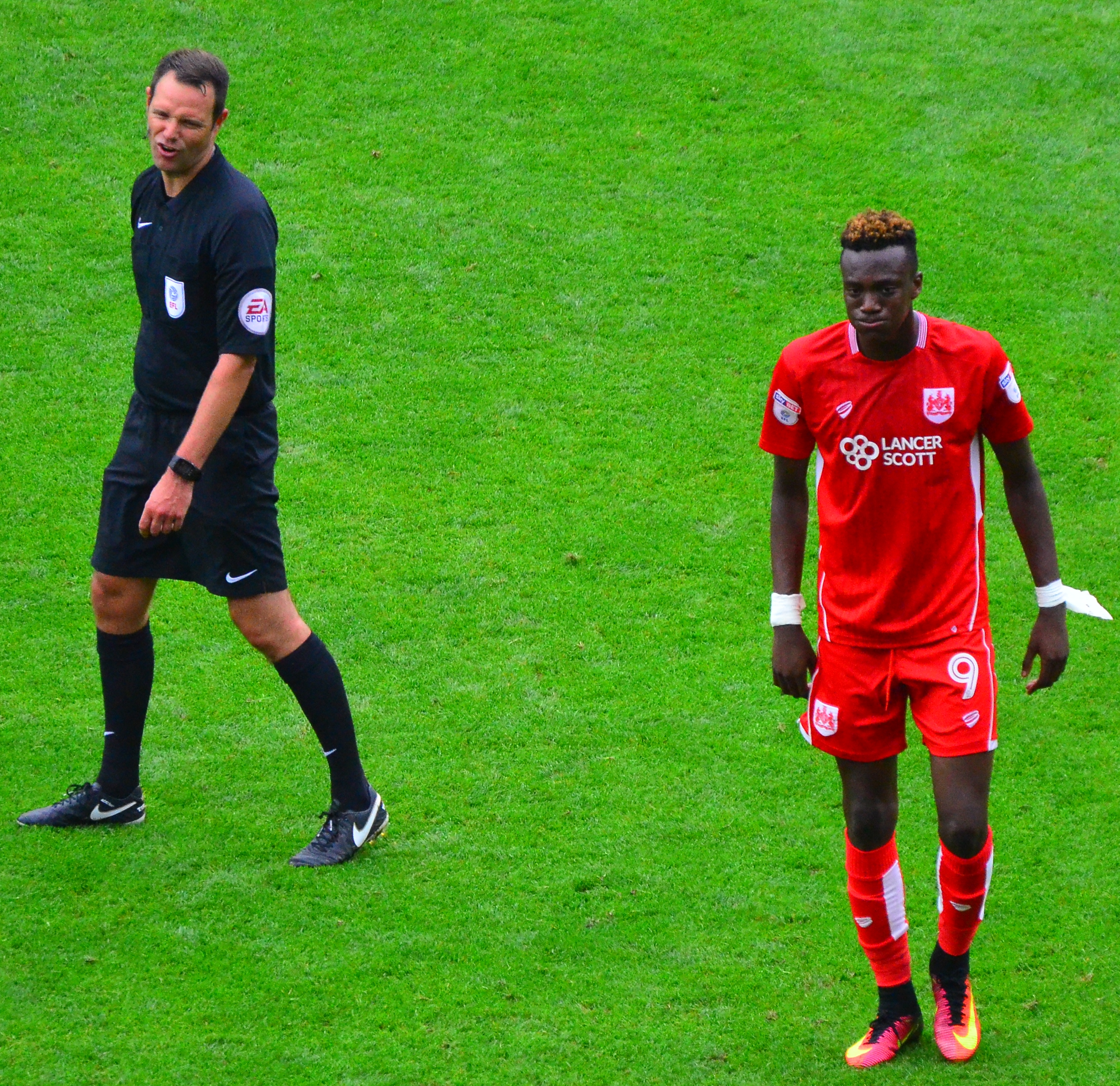
2016년 브리스톨 시티 소속으로 뛰고 있는 에이브러햄(오른쪽)

2016년 8월 5일, 에이브러햄은 첼시로부터 한 시즌 간의 임대 계약을 통해서 챔피언십 소속 구단인 브리스톨 시티에 합류했으며, 다음날에는 위건 애슬레틱을 상대로 한 경기에서 브리스톨 시티 소속으로 데뷔하며 첫 골을 기록해 구단의 2-1 역전승을 도왔다.
또한 9월 한 달 동안 구단의 핵심 선수로 활약하면서 9월 이달의 챔피언십 선수로 선정 및 EFL 이달의 유망주상을 수상했다.
2017년 1월 31일에는 셰필드 웬즈데이와의 경기에서 16번째 골을 기록했으며, 이 득점으로 EFL 챔피언십에서 무사 뎀벨레의 10대 선수로서의 최다 득점 기록을 경신하게 되었다. 에이브러햄은 개인 기록으로는 총 23골을 넣어 득점 2위로 시즌을 마감했고, 구단은 리그 17위로 시즌을 마무리해 강등을 면했다. 또한 해당 시즌에서의 활약으로 브리스톨 시티 올해의 선수, 올해의 유망주, 최다 득점상까지 받게 되었으며, 이로써 같은 시즌에 세 가지 상을 모두 획득한 최초의 선수가 되었다.

#### 2017-18: 스완지 시티

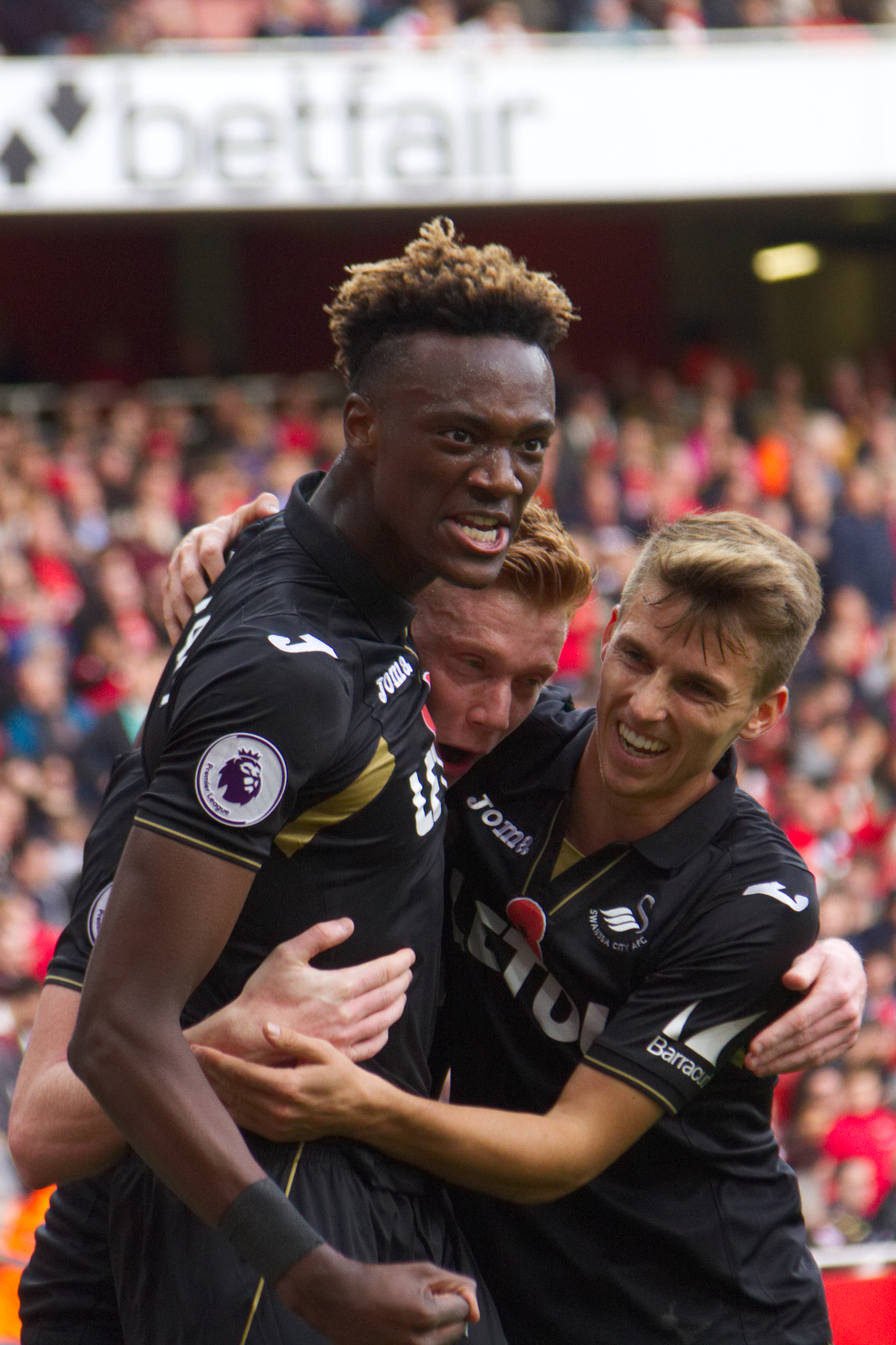
2017년 스완지 시티에서의 에이브러햄

2017년 7월 4일, 첼시는 에이브러햄이 구단과 새롭게 5년 계약을 체결했으며 그날 늦게 동료 프리미어리그의 다른 구단인 스완지 시티로 한 시즌 동안 임대를 떠날 것이라고 발표했다.
8월 12일, 사우스햄프턴과의 0-0 무승부를 기록한 경기에서 구단 데뷔전을 치렀다. 10일 후에는 리그 1의 밀턴 케인즈 던스를 상대로 리그 컵에서 첫 골을 넣어 구단의 4-1로 승리를 기록했으며, 이어진 다음 경기에서  크리스탈 팰리스를 상대로 프리미어리그 첫 골을 넣어 팀의 2-0 승리를 이끌었다.
이후 오랜 기간 동안 득점을 기록하지 못하다가 2018년 2월 6일, FA 컵 4라운드 경기에서 약 825분만에 노츠 카운티를 2골 1도움을 기록하며 구단의 8-1 승리를 이끌었으며, 해당 경기의 결과는 스완지 시티의 대회 역대 최대 승리로 기록되었다.또한 스완지 시티에서 한 시즌 동안 모든 대회에서 39경기에 출전해 공격수로서 8득점을 기록하며 임대를 마무리했다.

#### 2018-19: 애스턴 빌라
스완지 시티에서 임대에서 복귀한 후, 첼시의 새 감독인 마우리치오 사리는 에이브러햄을 첼시에 머물게 할 계획이라고 밝혔지만, 8월 31일에 그는 다시 한 번 임대로 보내졌고 남은 시즌 동안 애스턴 빌라 소속으로 챔피언십에서 뛰게 되었다.9월 15일 블랙번 로버스와의 경기에 출전하며 구단에서 데뷔했고, 4일 후 로더럼 유나이티드를 상대로 홈 데뷔전 골을 기록했다. 11월 28일, 리그에서 노팅엄 포레스트와 5-5 무승부를 기록한 경기에서 4골을 기록했다. 해당 점수의 무승부는 빌라 파크에서 처음 있었던 일이며, 동시에 에이브러햄은 21세기 단일 경기에서 4골을 넣은 최초의 애스턴 빌라 선수가 되었다. 또한, 이후 한 달 동안 4번의 출전에서 6골을 넣은 후 11월 이달의 챔피언십 선수에 선정되었다.
시즌 중반까지 20경기에 출전해 16골을 넣었고 리그 공동 1위를 기록하고 있었으며, 이러한 활약으로 첼시가 그를 구단으로 다시 부를 것이라는 이야기가 나오게 되었지만, 에이브러햄은 애스턴 빌라에서 남은 시즌을 보내기로 결정했다.
1월 26일, 입스위치 타운을 상대로 골을 넣으며, 구단의 2-1 승리를 도왔고, 이를 통해 1933년 톰 워링 이후 애스턴 빌라에서 7연속으로 홈 경기에서 득점한 선수가 되었다. 다음 달, 셰필드 유나이티드와의 3-3 역전 무승부 경기에서도 득점을 기록하면서 1981년 피터 위드 이후 단일 시즌에 빌라에서 20골을 넣은 최초의 선수가 되었다. 3월 30일에는 블랙번을 상대로 2-1 승리를 거둔 경기에서 득점을 기록하며 통산 50번째 골을 기록했다.
4월, 볼턴 원더러스를 상대로 2-0으로 승리한 경기에서 득점을 기록한 후, 1977년 앤디 그레이 이후 수십년 만에 애스턴 빌라에서 한 시즌에 25골을 넣은 선수가 되었으며,구단은 1910년 이후 처음으로 9연속 승리를 기록했다. 이후에는 애스턴 빌라의 승격을 도와 PFA 올해의 팀에 선정되었으며, 40경기에 출전해 26골을 넣으며 시즌을 마감했다.

#### 2019-20: 첼시로의 복귀

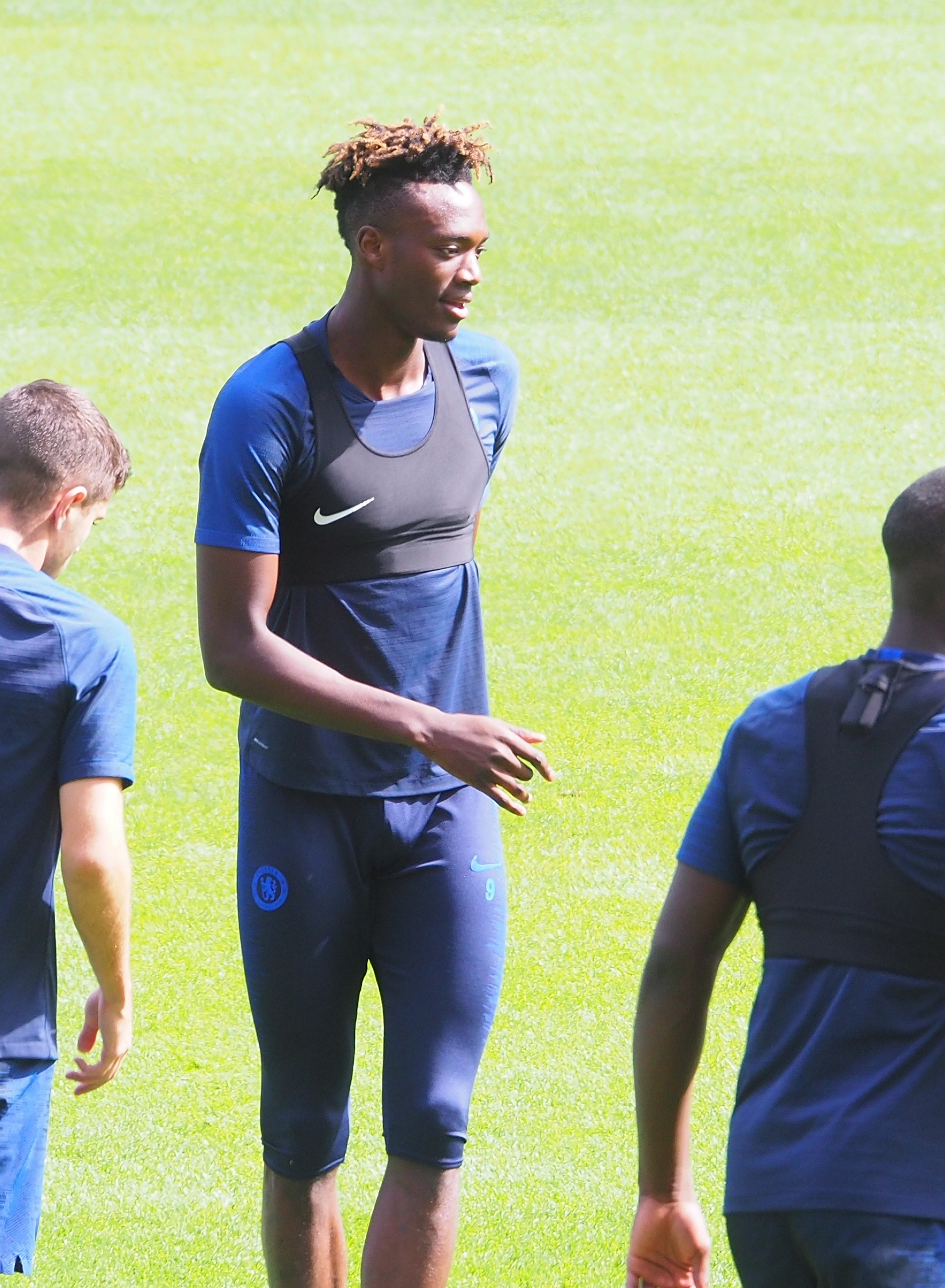
2019년 첼시에서 몸을 풀고 있는 중인 에이브러햄

임대 복귀 후 그는 첼시로 돌아와 공격수를 상징하는 번호인 9번을 달게 되었다.
8월 14일, 리버풀을 상대로 한 2019 UEFA 슈퍼컵 연장전에서 페널티킥을 얻어 내었고, 조르지뉴가 이를 성공시키며 승부차기에 가게 되었다. 하지만 승부차기에서 실축하게 되면서 첼시가 5-4로 패하게 되자, 경기 후 트위터에서 인종 차별을 받기도 했다. 열흘 후, 노리치 시티와의 원정 경기에서 첼시 소속으로 첫 득점을 기록하며 첼시의 3-2 승리에 기여했다. 다음 달, 울버햄프턴을 상대로 첼시 소속으로 첫 번째 해트트릭을 기록하며 구단의 5-2로 승리를 이끌었고, 이 경기로 그는 21세 347일의 나이로 프리미어리그 구단에서 한 경기에서 3골을 넣은 최연소 선수가 되었다. 이후 10월 2일 릴과의 챔피언스리그 원정 경기에서 골을 기록하며 챔피언스리그 데뷔골을 기록했다.
2020년 9월 23일,  2020-21 시즌에 처음으로 선발로 출전해 EFL 컵 3라운드에서 반슬리를 상대로 시즌 첫 골을 넣었고 경기는 6-0 승리로 끝났다. 2021년 1월 24일, FA컵 4라운드에서 해트트릭을 기록해 루턴 타운을 3-1로 이겼으며, 이 득점으로 그는 2007년 프랭크 램파드 감독 이후 FA컵에서 첼시 소속으로 해트트릭을 기록한 최초의 영국인이 되었다.

### AS 로마
2021년 8월 17일, 에이브러햄은 세리에A 구단인 AS 로마와 바이백 조항이 포함된 5년 계약을 맺었다.

#### 2021-22 시즌
8월 22일, 그는 세리에A 데뷔전을 치렀고, 로마가 피오렌티나를 3-1로 승리하는 동안 두 번의 도움을 기록했다. 나흘 후에는 트라브존스프로를 상대로 UEFA 유로파컨퍼런스리그 데뷔전을 치렀으며, 살레르니타나를 상대로 로마 소속 첫 득점을 기록했다.
9월 16일, 그는 CSKA 소피아를 상대로 컨퍼런스리그에서 첫 득점을 기록하며 구단의 5-1 승리를 도왔고, 2022년 1월 20일에는 코파 이탈리아에 첫 출전해 득점과 도움을 레체를 상대로 홈에서 3-1 승리를 거두는 데 기여했다. 사흘 후, 엠폴리와의 원정 경기에서도 득점을 기록해 30년 만에 세리에A에서 한 시즌 동안 10골 이상을 넣은 영국 선수가 되었다. 5월 25일, 페예노르트를 상대로 한 컨퍼런스리그 결승전에 출전해 로마의 대회 우승을 도왔다.

#### 2022-23 시즌
2023년 1월 8일, 이전 시즌 세리에 A의 우승팀인 AC 밀란과의 리그 경기에서 추가 시간에 득점을 기록했으며, 경기는 2-2 무승부를 종료되었다. 일주일 후인 1월 15일에는 세리에 A 리그에서 피오렌티나를 경기에서 거둔 경기에 파울로 디발라 에게 2개의 도움을 주어 구단의 2-0 승리에 견인했다.
이후 에이브러햄은 이전 시즌 17득점을 기록한 것에 비해 해당 시즌 세리에 A에서 8득점에 그친 것을 두고 언론과 팬들에게 비판을 받았으며, 2023년 6월에는 스페치아와의 시즌 마지막 경기에서 전방 십자인대가 찢어지는 부상을 당하는 불운을 겪어야했다.

### AC 밀란
2024년 8월 30일, 에이브러햄은 AC 밀란으로 1시즌 동안 임대되었다.

## 국가대표팀 경력
에이브러햄은 그의 아버지로 인해 나이지리아 축구 국가대표팀으로 뛸 수 있는 자격을 지니고 있었지만 2017년 11월, 잉글랜드의 콜업을 받은 에이브러햄은 자신이 나이지리아에서 뛸 일은 전혀 없다고 밝혔다.

### 연령별 대표팀

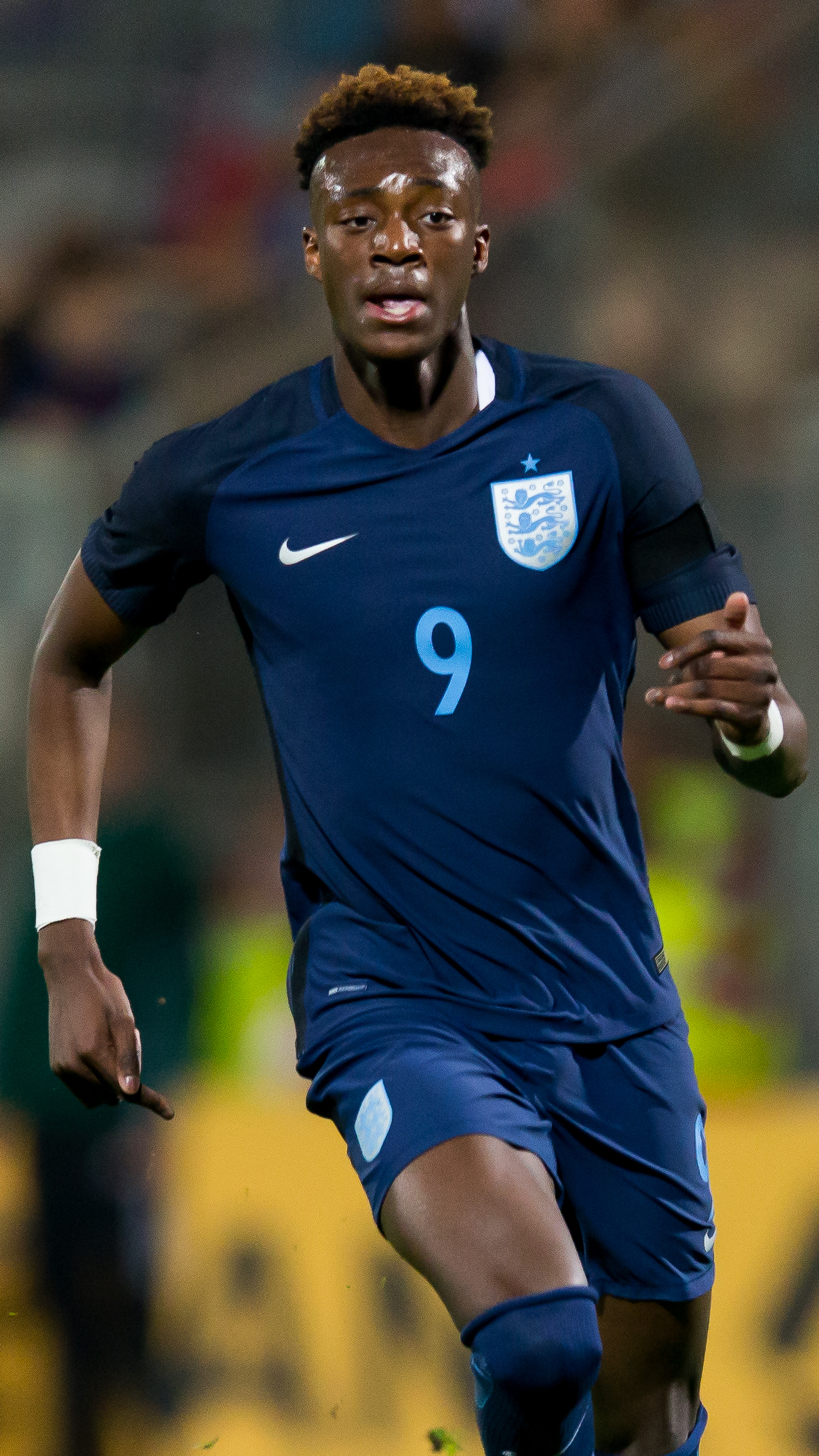
2017년, 잉글랜드 U-21 소속으로 뛰는 에이브러햄

에이브러햄은 U-18과 U-19 모두에서 잉글랜드 소속으로 뛰었으며, 2015년 3월 잉글랜드의 연령별 대표팀 첫 득점을 기록했다.
2016년 7월 6일, U-19 유럽 선수권 대회에 출전할 대표팀 명단에 이름을 올렸고, 해당 대회에서 4경기 중 3경기에 출전하면서 잉글랜드의 대회 4강 진출에 기여했다.
2016년 9월 29일에는 첫 잉글랜드 U-21 대표팀에 선발되어 10월 6일에 U-21 유럽 선수권 예선에서 카자흐스탄을 상대로 8분을 남기고 교체 출전하며 데뷔전을 치렀다.
다음 해, 폴란드에서 열리는 2017년 UEFA 유럽 U-21 선수권대회에 출전하는 잉글랜드 대표팀에 이름을 올렸다. 독일과의 준결승전에서는 대회 첫 골이자 유일한 골을 넣게 되었지만, 잉글랜드는 결국 승부 차기 끝에 패했고, 에이브러햄은 승부차기에서 실축한 선수 중 한 명이 되었다.

### A대표팀
2017년 11월 2일, 에이브러햄은 독일과 브라질과의 친선 경기를 위해 잉글랜드 A 대표팀에 소집되었으며, 11월 10일 웸블리 스타디움에서 독일과 0-0 무승부를 기록한 경기에 나서 데뷔전을 치렀다.
이후 유로 2020 예선에서 몬테네그로를 A대표팀 첫 골을 넣었으며, 경기는 잉글랜드의 7-0 승리로 마무리되었다.
2019년 10월에 에이브러햄은 잉글랜드 A대표팀 소속으로 평가전이 아닌 공식 경기에서는 아직  출전하지 않았기 때문에 나이지리아 대표팀으로 뛸 수 있는 자격이 남아 있었고, 에이브러햄은 이를 두고서 자신의 미래에 대해 아직 결정하지 못했다고 밝혔다.
그러나 그 달 말에  UEFA 유로 2020 예선 경기를 위해 잉글랜드 대표팀에 소집되었으며, 10월 11일에 에이브러햄은 체코를 상대로 잉글랜드 국가대표 소속으로 처음으로 공식 경기에 출전하게 되면서 잉글랜드 대표팀 소속으로만 출전이 가능하게 되었다.

## 개인사
어린 시절 아스널 FC의 팬이였던 것으로 알려져 있으며,그의 남동생인 티미 에이브러햄 또한 축구 선수로 활동하고 있으며 2023년을 기준으로 보어럼 우드 FC에서 활동하고 있다.
2017년 1월, 브리스톨 시티에서 임대 생활을 하던 중 자동차 사고를 당했다. 사고 당시 그는 면허나 보험 없이 운전을 했다는 의혹을 받아 법원에 소환되었고 이후 같은 해 3월 면허를 취득했다.

## 수상 내역
애스턴 빌라 FC
- EFL 챔피언십 플레이오프: 2019[82]

 첼시 FC
- FA컵 준우승: 2019-20[83]
- UEFA 챔피언스리그: 2020-21[84]
- UEFA 슈퍼컵: 2021[85]
- UEFA 슈퍼컵 준우승: 2019[86]

 AS 로마
- UEFA 유로파컨퍼런스리그: 2021-22[87]
- UEFA 유로파리그 준우승: 2022-23[88]

 잉글랜드 U-21 축구 국가대표팀
- 모리스 르블로 대회: 2018[89]

개인
- EFL 챔피언십 이달의 선수: 2018년 11월[26]
- 브리스틀 시티 FC 시즌의 선수: 2016-17[13]
- 브리스틀 시티 FC 시즌의 유망주: 2016-17[13]
- PFA 올해의 팀: EFL 챔피언십 2018-19 시즌[90]
- UEFA 유로파컨퍼런스리그 시즌의 팀: 2021-22[91]